# Valcău de Jos, Sălaj
Valcău de Jos (în maghiară: Alsóvalkó) este satul de reședință al comunei cu același nume din județul Sălaj, Transilvania, România.